# لی وو سوک
لی وو سوک (کره‌ای: 이우석؛ زادهٔ ۷ اوت ۱۹۹۷) ورزشکار تیرانداز با کمان اهل کره جنوبی است.
وی در مسابقات کشوری و بین‌المللی در مجموع برندهٔ ۵ مدال طلا، ۴ مدال نقره، ۳ مدال برنز شده است.